# Ниредхаза
Ниредхаза (на унгарски: Nyíregyháza) е град в Североизточна Унгария, административен център на област Саболч-Сатмар-Берег. Ниредхаза е с население от 116 899 жители (2001 г.) и площ от 274,46 км². Пощенският код му е 4400, а телефонният 42.

## Побратимени градове
Ниредхаза е побратимен град с:
- Прешов, Словакия
- Сату Маре, Румъния
- Сейнт Олбанс, Англия
- Ужгород, Украйна
- Жешув, Полша
- Изерлон, Германия
- Каяни, Финландия
- Кирят Моцкин, Израел
- Ивано-Франкивск, Украйна
- Санкт Пьолтен, Австрия